# Vlag van Beernem
De vlag van Beernem werd door de gemeenteraad op 7 juli 1986 officieel vastgesteld als de gemeentelijke vlag van de West-Vlaamse gemeente Beernem. Op 7 oktober 1986 werd hij door het Bestuur van Vlaanderen bevestigd en uiteindelijk gepubliceerd op 3 december 1987 in het officiële Belgisch Staatsblad.
Officieel wordt de vlag beschreven als:
Blauw met drie gele beren.
De vlag is afgeleid van het gemeentewapen, waarbij de zilveren en rode strepen is weggelaten.

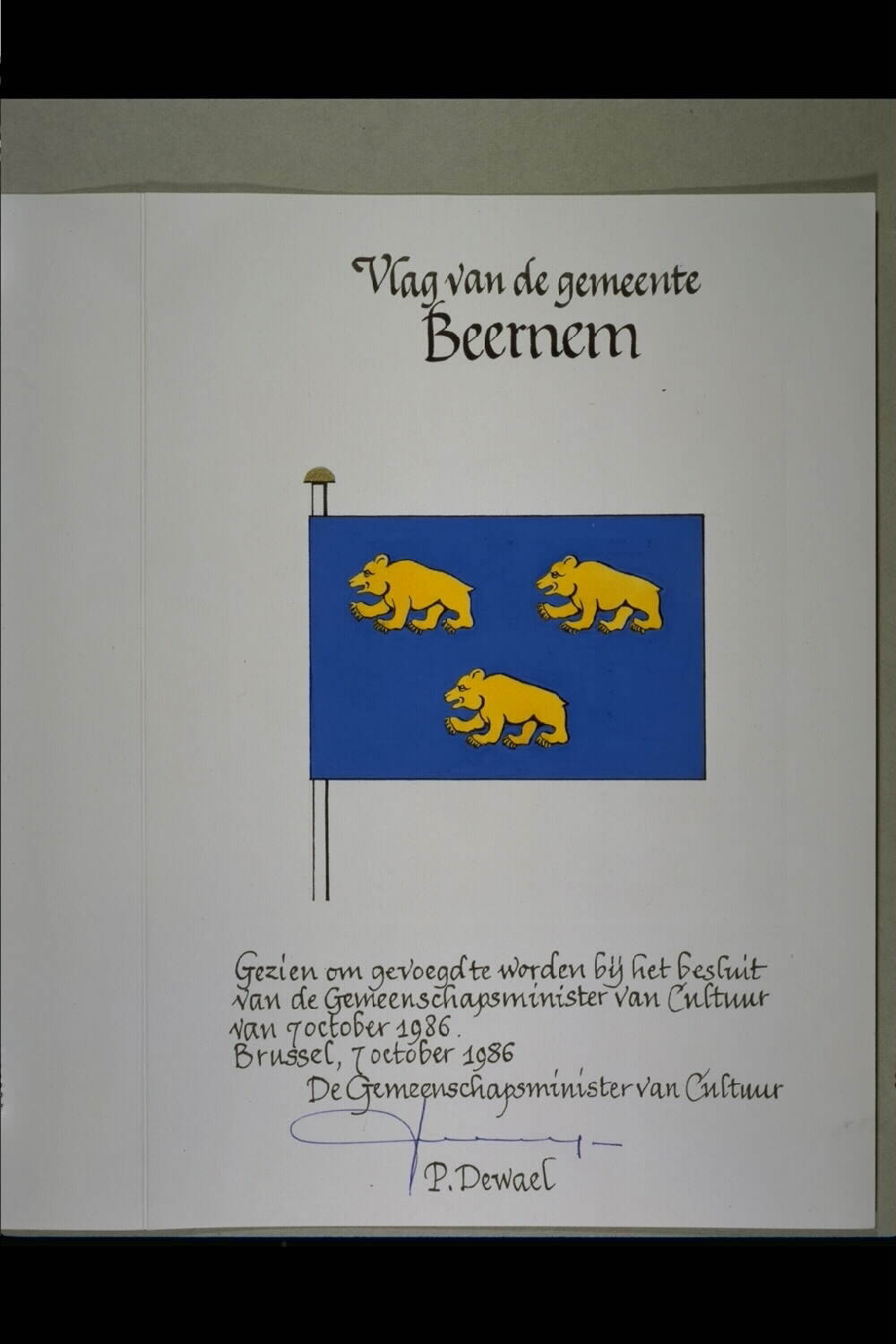
Ontwerp vlag getekend door Patrick Dewael